# Lophiostoma chamaecyparidis
Lophiostoma chamaecyparidis är en svampart som först beskrevs av Rehm, och fick sitt nu gällande namn av Aptroot & K.D. Hyde 2002. Lophiostoma chamaecyparidis ingår i släktet Lophiostoma och familjen Lophiostomataceae.   Inga underarter finns listade i Catalogue of Life.
I den svenska databasen Dyntaxa används istället namnet Massarina chamaecyparidis för samma taxon.  Arten är reproducerande i Sverige.